# Анна Діогенеса
Анна Діогенеса (*Άννα Διογενήσσα ; 1074—1145) — візантійська аристократка, дружина великого жупана Уроша I.

## Життєпис
Походила з знатного роду Діогенів. Донька Костянтина Діогена, співімператора, та Феодори Комніна. Народилася у 1074 році через 7 місяців після загибелі батька. Виховувалася матір'ю та бабцею Анна Далассеною. У 1081 році після сходження її вуйка Олексія Комніна на імператорський трон перебралася до палацу.
Близько 1095 року вийшла заміж за Уроша, сина жупана Марка Петриславовича. В цей час Урош перебував у Костянтинополі як заручник від великого жупана Вукана. У 1112 році разом з чоловіком стає правителькою Рашки (Сербії).
Намагалася впливати на чоловіка задля збереження зверхності Візантійської імперії над сербськими землями. Померла 1145 року в один рік з чоловіком.

## Родина
Чоловік — Урош I, великий жупан Рашки
Діти:
- Урош (д/н-після 1162), великий жупан у 1145—1150 та 1155—1162 роках
- Деса (д/н-після 1166), великий жупан у 1150—1155 та 1162—1165 роках
- Белош (д/н-після 1198), палатин Угорщини і бан Славонії, великий жупан у 1162 році
- Олена (бл. 1109-бл.1146), дружина Бели II Арпада, короля Угорщини
- Марія (д/н-1189), дружина Конрада II Пржемисловича, князя Зноємського
- Завіда (д/н-після 1127), князь Захум'є